# Obránce roku (KHL)
Obránce roku nebo také Muž obrany je trofej pro nejproduktivnějšího obránce východoevropské ligy KHL. 

## Držitelé
| Sezóna                      | Hráč                     | Tým                            | Počet bodů |
| --------------------------- | ------------------------ | ------------------------------ | ---------- |
| 2008/2009                   | Kevin Dallman            | Barys Astana                   | 58         |
| 2009/2010                   | Sergej Zubov             | SKA Petrohrad                  | 42         |
| 2010/2011                   | Karel Rachůnek           | Lokomotiv Jaroslavl            | 46         |
| 2011/2012                   | Kevin Dallman            | Barys Astana                   | 54         |
| 2012/2013                   | Renat Mamašev            | CHK Neftěchimik Nižněkamsk     | 42         |
| 2013/2014                   | Kirill Kolcov            | Salavat Julajev Ufa            | 35         |
| 2014/2015                   | Kirill Kolcov            | Salavat Julajev Ufa            | 48         |
| 2015/2016                   | Kevin Dallman Cam Barker | Barys Astana Slovan Bratislava | 40         |
| 2016/2017                   | Chris Lee                | Metallurg Magnitogorsk         | 65         |
| 2017/2018                   | Philip Larsen            | Salavat Julajev Ufa            | 38         |
| 2018/2019                   | Darren Dietz             | Barys Astana                   | 53         |
| 2019/2020                   | Mikko Lehtonen           | Jokerit Helsinky               | 49         |
| 2020/2021                   | Chris Wideman            | Torpedo Nižnij Novgorod        | 41         |
| 2021/2022                   | Nick Bailen              | Traktor Čeljabinsk             | 42         |
| 2022/2023                   | Alexandr Nikišin         | SKA Petrohrad                  | 55         |
| 2023/2024                   | Alexandr Nikišin         | SKA Petrohrad                  | 56         |
| 2024/2025                   | Trevor Murphy            | HK Sibir Novosibirsk           | 58         |
| Zdroj na eliteprospects.com |                          |                                |            |